# إد وانغ
إد وانغ (بالإنجليزية: Ed Wang)‏ هو لاعب كرة قدم أمريكية أمريكي، ولد في 12 مارس 1987 في فيرفاكس في الولايات المتحدة.

## وصلات خارجية
- إد وانغ على موقع مرجع كرة القدم المحترفة.كوم (الإنجليزية)